# Mario Mariotti
Mario Mariotti (Montespertoli, 21 settembre 1936 – Firenze, 29 marzo 1997) è stato un artista italiano.

## Biografia
Cresciuto nel popolare quartiere di Santo Spirito a Firenze, a contatto con le botteghe artigiane che lo animano, alla fine degli anni sessanta fonda, con alcuni artisti sperimentali, lo spazio autogestito “Zona”. Sensibile ai temi politici e civili, in occasione del referendum sul divorzio (1974) proietta un grande “No” sulla cupola di Santa Maria del Fiore. Non sarà l'unica performance urbana di Mario Mariotti: per tutti gli anni ottanta e novanta animerà le piazze d'Oltrarno e il fiume con alcune delle operazioni artistiche e culturali più suggestive della seconda metà del XX secolo, cui chiama a partecipare gli artisti amici, gli studenti, i residenti del quartiere. Saranno Piazza della Palla, dedicata alle mostre dei Medici (1980) con le famose proiezioni sulla facciata brunelleschiana di Santo Spirito, Fire nze (1985), Il Polittico di San Giovanni (1991).
L'attività artistica di Mariotti fu anche un modo per riflettere sul tema della città, sulle difficoltà della crescita incontrollata, sul degrado, temi, tutti questi, trattati sempre dall'artista con leggerezza e ironia.
Alla fine degli anni sessanta concepisce l'idea della pittura sulle mani che concretizza con la pubblicazione del primo libro, Animani (La Nuova Italia, poi Fatatrac, 1980) che nel 1981 vince il "Premio Grafico Fiera di Bologna per l'infanzia". Dopo il successo del primo libro seguono Umani (Fatatrac, 1982), Inganni (Fatatrac,1984), Rimani (Fatatrac, 1988), Fallo di mano (Fatatrac, 1990), Giochi di mano (Fatatrac, 1992).
Diceva lo stesso Mariotti che questi libri
Tra i premi ricevuti quelli dell'Art Directors Club di New York e del Festival della pubblicità di Cannes.
Autore di celebri copertine per la collana Il Castoro della casa editrice La Nuova Italia, costruite con oggetti d'uso, ricreati per rendere visibile il nome dell'autore. Villa Strozzi a Firenze gli dedica un premio annuale. Innumerevoli le mostre a lui dedicate: tra le più recenti è possibile citare quella alla Casina di Raffaello a Roma (2008), al Museo dello Spedale degli Innocenti di Firenze nel 2010 e quella al Museo Luigi Pecci di Prato nel 2011.
Dal 2014 l'esperienza di Zona non profit art space, ideata da Mariotti, è documentata e illustrata in una sala al primo piano del Museo Novecento di Firenze.

## Principali mostre personali
- D'AFFLITTO C. (a cura di), Mario Mariotti., cat.mostra, Firenze, Gall.Vivita, 15 maggio-14 giugno, 1986.
- RONZANI V. (a cura di), Mario Mariotti alla Biblioteca nazionale centrale di Firenze. Percorsi di ricerca fra grafica e libro d'artista., cat.mostra, Firenze, Biblioteca nazionale centrale, 10 giugno-10 luglio, 1997, Firenze, Centro Di, 1997.

### Mostre collettive
- BORZONE M. (a cura di), Guardare a fiuto., cat.mostra, La Spezia, Circolo culturale Il Gabbiano, 17 aprile-12 maggio, 1993.
- BORZONE M. (a cura di), Il cibo nell'arte., cat.mostra, La Spezia, Circolo culturale Il Gabbiano, 6 aprile-2 maggio, 1991.
- BORZONE M. (a cura di), Mel art., cat.mostra, Firenze, Gall.Aglaia, 1992.
- BORZONE M. (a cura di), Progetto di strumento musicale., cat.mostra, La Spezia, Circolo culturale Il Gabbiano, 3 febbraio-2 marzo, 1990.
- BORZONE M. (a cura di), Tocco d'artista., cat.mostra, La Spezia, Circolo culturale Il Gabbiano, 7 marzo-9 aprile, 1992.
- CAMMILLI S., MENDINI A., VEZZOSI A. (a cura di), Catalogo Armonia., cat.mostra, Firenze, Ed. Ponte alle Grazie, 1991.
- CARUSO L. (a cura di), Farlibro. Libro e Pagine d'artista in Italia., cat.mostra, Firenze, Forte di Belvedere, 19 aprile-20 giugno 1989, Firenze, Centro Di.
- CHIANTINI F., NANNINI D., RAUCH A. (a cura di), Creatività come lavoro. Illustrazione e visual design a Firenze 1970/1990., cat.mostra, Firenze, Fortezza da basso, Firenze, Sogese, 1990.
- CHIANTINI F., VANNINI A. (a cura di), Cinema to grafica., cat.mostra, Firenze, Biblioteca nazionale centrale, 9 settembre-7 ottobre, 1995, Firenze, Sillabe, 1995.
- CHIARANTINI A., FRANCESCHI K. (a cura di), Mulax dedica Murlo., cat.mostra, Murlo, 22 aprile-7 maggio, 1995.
- CHRISSICOPOULOS S. (a cura di), Eros., cat.mostra, Patrasso, luglio-agosto, 1987.
- D'AFFLITTO C. (a cura di), Specchi e riflessioni., cat.mostra, Firenze, Gall.Vivita, 16 marzo- 30 aprile, 1983.
- DE CHIRICO J. (a cura di), Triebquelle., cat.mostra, Monaco, Botanikum, 1997.
- FAIVRE D'ARCIER B. (a cura di), Le vivant e l'artificiel., cat.mostra, Avignon, Hospice Saint Louis, 10 luglio-4 agosto, 1985, Marseille, Sgraffite Editions, 1985.
- GRANCHI A. (a cura di), Cine qua non., cat.mostra, Firenze, Cappella di Santa Apollonia, 13- 23 ottobre, 1979, Firenze, Vallecchi, 1979.
- GRANCHI A. (a cura di), Cinema d'artista e cinema sperimentale in Italia 1960/1978., cat.mostra, Parigi, Centre Pompidou, 8-23 dicembre, 1978.
- GRIFFITHS M.C. (a cura di), Erotica '93., cat.rassegna, Bologna, Granata Press, 1993.
- JAPPE G. (a cura di), O sole mio., cat.mostra, Amburgo, Künstlerhaus, 12-31 ottobre, 1980.
- LIPARI B., (a cura di), La territorialità dell'arte., cat.mostra, Capo d'Orlando, 21 agosto-5 settembre 1982.
- LISPI M. (a cura di), La materia plasmata., cat.mostra, Firenze, Fortezza da Basso, 20 aprile-1º maggio, 1996, Firenze, Ed.Sogese, 1996.
- MACCHETTO A. (a cura di), Passaggi a Nord-Ovest., cat.installazione, Biella, Quartiere San Paolo, 25 maggio-23 giugno, 1996.
- MARSAN C. (a cura di), I segni di Firenze. Arte in vetrina., cat.mostra, Firenze, Centro commerciale San Pier Maggiore, 11 ottobre-16 novembre, 1986, Firenze, Edizioni della Bezuga, 1986.
- MASINI L.V. (a cura di), Arteoggi., cat.mostra, S.Giovanni Valdarno, Casa di Masaccio, 12-27 giugno, 1986.
- MASINI L.V. (a cura di), Camera d'artista. Film degli artisti negli anni Settanta in Toscana., cat.evento, Firenze, Quartiere 2, 7 settembre, 1994.
- MASINI L.V. (a cura di), Intermezzo., cat.mostra, Firenze, Florence Dance Center, 1987.
- PERRIN C., BRUNNER S., STERN J. (a cura di), Dioptre., cat.mostra, Ginevra, novembre 1980-aprile, 1981.
- PUCCI S. (a cura di), Lo straniero vede solo ciò che sa., cat.mostra, Montelupo fiorentino, Piazza Matteotti, 1997.
- RODESCHINI M.C. (a cura di), Fotografi italiani. Diario immaginario di Lanfranco Colombo., cat.mostra, Bergamo, Gall. d'Arte moderna e contemporanea, 4 giugno-18 luglio, 1993, Bergamo, Edizioni Bolis.
- RONZANI V. (a cura di), L'artista e il libro., cat.mostra, Firenze, Biblioteca nazionale centrale, 1989.
- SALVI S. (a cura di), Firenze: veduta aerea., cat.mostra, Firenze, Palagio di parte guelfa, 6-18 settembre, 1983, Firenze, Fotostudio, 1983.
- TASSINARI L. (a cura di), Cinema d'artista., cat.mostra, Philadelphia, Museum of Art, dicembre 1980 – febbraio 1981.
- VEZZOSI A. (a cura di), Artecronaca., cat.mostra, Vinci, Castello dei Conti Guidi, 27 maggio- 11 giugno, 1976.
- VEZZOSI A. (a cura di), I giardini della chimera., cat.mostra, Firenze, Itinerario espositivo nel quartiere 9, luglio-ottobre, 1989, Firenze, Giunti, 1989.
- VEZZOSI A. (a cura di), La Spirale dei nuovi strumenti., cat.mostra, Firenze, Palazzo Strozzi, novembre- dicembre 1978, Firenze, Vallecchi.

### Spazi pubblici
- 1974 NO Proiezione di un NO sul campanile di Santa Maria del Fiore Firenze
- 1976 Handcetera... Luna nuova Firenze
- 1985 FIREnze Piazza Santo Spirito Firenze

## Film - video
- 1981 Piazza della palla coproduzione Comune di Firenze (super 8, colore, sonoro 6 min.)
- 1976 Handcetera... Videocassette 3/4, 1/2 VHS

## Pubblicazioni
- Fuori Testo, il Castoro, edizioni: La Nuova Italia, 1975.
- Firenze, catalogo dell'evento, edizioni: la casa Usher 1986.
- MARIOTTI M. (a cura di), Piazza della palla. Gioco, scena, proiezione., cat.evento, Firenze, Piazza Santo Spirito, 21 luglio-8 settembre, 1980, Firenze, Ed.Alinari, 1981.
- MARIOTTI M., Animani., Firenze, La Nuova Italia, 1980.
- MARIOTTI M., Umani., Firenze, La Nuova Italia, 1982.
- MARIOTTI M., Dall'altra parte del libro., Firenze, La Nuova Italia, 1982.
- MARIOTTI M., Inganni., Firenze, La Nuova Italia, 1984.
- MARIOTTI M. (a cura di), Fire-nze., cat.evento, Firenze, Piazza Santo Spirito, 21 settembre, 1985, Firenze, La Casa Usher, 1986.
- MARIOTTI M., Rimani., Firenze, Fatatrac, 1988.
- MARIOTTI M., Fallo di mano., Firenze, Fatatrac, 1990.
- MARIOTTI M. (a cura di), Arnò '89., cat.evento, Firenze, Pescaia di Santa Rosa, 14 luglio, 1989, Firenze, La Nuova Italia, 1990.
- MARIOTTI M., Giochi di mano., Firenze, Fatatrac, 1992.
- MARIOTTI M. (a cura di), Polittico di San Giovanni., cat.evento, Firenze, Fiume Arno, 24 giugno, 1991, Firenze, Artificio, 1993.
- MARIOTTI M., Calcio di mano., Tokyo, UC Planning, 1994.
- Arnò. catalogo dell'evento, edizioni: La Nuova Italia. 1990.
- Polittico di San Giovanni Trotzdem, catalogo dell'evento, edizioni: Artificio 1993.
- Animani, edizioni: La Nuova Italia, 1980.
- Umani, edizioni: La Nuova Italia, 1982.
- Inganni, edizioni: La Nuova Italia, 1984.
- Catalogo mostra Galleria Vivita, 1986.